# Закарпатська Україна (1944—1946)
Закарпатська Україна — перехідне державне утворення, створене у листопаді 1944 року на території Закарпаття за сприяння радянської військової адміністрації після вигнання німецьких і угорських окупаційних військ. Спершу формально існувало у складі Чехословацької Республіки, а у 1945 за мирним договором між ЧСР й СРСР стало частиною Радянської України. Основу політичного ладу Закарпатської України становили народні комітети, однак їх формування відбувалося під контролем представників радянського командування, тому вони відігравали роль переважно органів місцевого самоврядування.

## Історія

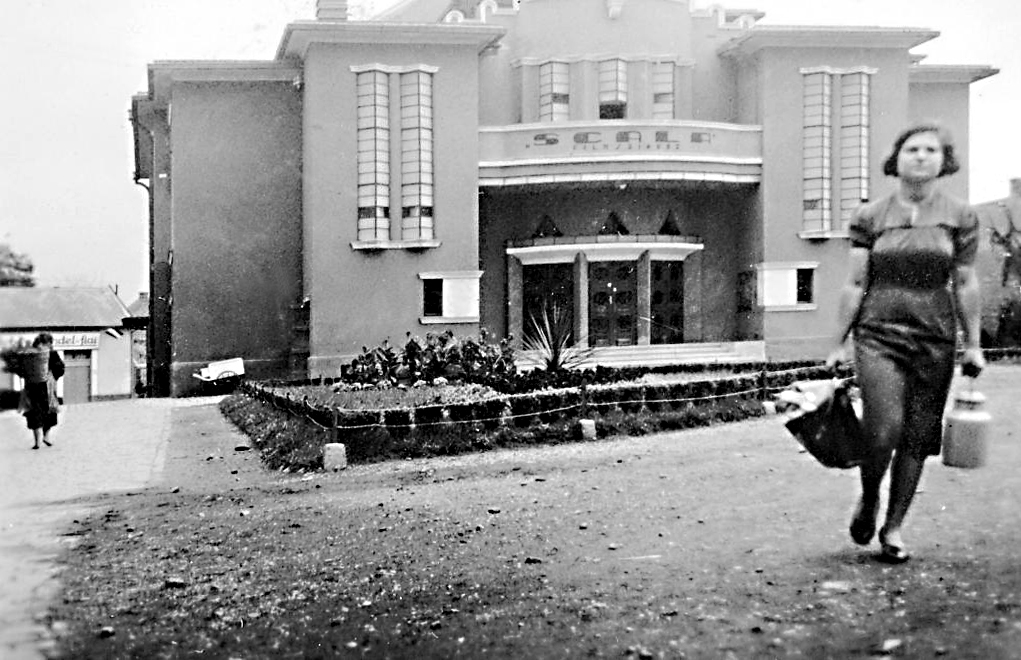
Мукачівський кінотеатр «Скала» на головній площі міста, який за два роки буде перейменовано на «Перемога» і де буде ухвалено доленосний маніфест.

28 жовтня 1944 року Червона Армія в ході Східно-Карпатської наступальної операції силами 4-го Українського фронту — 18 армії та 17-го гвардійського корпусу — оволоділа всією територією Підкарпатської Русі. Під час наступу радянським військам довелось подолати добре обладнану угорську систему оборони («Лінія Арпада»).
Після вигнання німецьких окупантів та їхніх угорських союзників радянська військова адміністрація не поновила діяльності довоєнної чехословацької влади, посилаючись на те, що Закарпаття залишалося прифронтовою зоною. 26 листопада 1944 у Мукачеві за присутності представників репресивних органів СРСР відбувся Перший з'їзд народних комітетів Закарпатської України, який ухвалив підготовлений у Москві Маніфест про об'єднання Закарпаття з Радянською Україною і обрав найвищий орган влади — Народну раду Закарпатської України. Хоча його учасниками були 663 делегати: 178 робітників, 258 селян, 172 представники інтелігенції, 55 торговців і ремісників, на ньому чисельно переважали комуністи. НРЗУ очолив Іван Туряниця, а його заступниками стали Петро Лінтур і Петро Сова. З'їзд поставив перед НРЗУ завдання здійснювати управління політично-господарським життям краю та реалізувати волю його населення на об'єднання з УРСР.
На другий день після з'їзду НРЗУ утворила уряд у складі президії та уповноважених. 5 грудня 1944 видала декрет «Про припинення зв'язків з уповноваженим представником уряду Чехословацької Республіки», а також ухвалила рішення про перехід прав власності на державне майно від Чехословацької Республіки та Угорського королівства до Закарпатської України.
Згідно з декретом НРЗУ від 9 січня 1945 вся повнота влади в Закарпатті належала народові, а народовладдя здійснювалося через вільно обрані представницькі органи — НРЗУ в центрі та народні комітети на місцях. До компетенції НРЗУ входило широке коло питань: законотворчість, керівництво господарським, політичним і культурним життям, роботою правоохоронних органів краю. Голова НРЗУ представляв Закарпатську Україну і НРЗУ на міжнародному рівні, здійснював вищу виконавчо-розпорядчу владу, скликав та керував засіданнями НРЗУ, підписував її постанови, призначав за поданням уповноважених НРЗУ керівників і службовців держустанов, затверджував окружних і міських суддів. 12 січня 1945 НРЗУ видала декрет про гімн та державний прапор.
29 червня 1945 у Москві було підписано Договір між Союзом Радянських Соціалістичних Республік і Чехословацькою Республікою про Закарпатську Україну, згідно з яким «Закарпатська Україна (що носить, згідно з Чехословацькою Конституцією, назву Підкарпатська Русь), яка на підставі Договору від 10 вересня 1919 року, укладеного в Сен-Жермен-ан-Ле, увійшла як автономна одиниця в межі Чехословацької Республіки, возз'єднується, в згоді з бажанням, виявленим населенням Закарпатської України, і на підставі дружньої угоди обох Високих Договірних Сторін, з своєю прадавньою батьківщиною — Україною і включається до складу Української Радянської Соціалістичної Республіки». Слід зазначити, що на церемонію підписання міждержавного договору представників Закарпатської України не запросили.
Указом Президії Верховної Ради СРСР від 22 січня 1946 республіку Закарпатська Україна було ліквідовано та перетворено на область Української РСР із центром в Ужгороді. Жоден представник Закарпатської України при ухваленні цього рішення у Москві присутнім не був. 25 січня 1946 указом Президії Верховної Ради УРСР у Закарпатській області було запроваджено юрисдикцію УРСР.